# 凯莱布·谢泼德
凯莱布·谢泼德（英語：Caleb Shepherd，1993年6月29日—），新西兰男子赛艇运动员。他曾代表新西兰参加2016年和2020年夏季奥林匹克运动会赛艇比赛，其中2020年奥运会获得一枚银牌。